# São Marcos
São Marcos es un municipio brasileño del estado de Río Grande del Sur.
Se encuentra ubicado a una latitud de 28º58'16" Sur y una longitud de 51º04'05" Oeste, estando a una altitud de 746 metros sobre el nivel del mar. Su población estimada para el año 2004 era de 20.549 habitantes.
Ocupa una superficie de 263,72 km².